# Bancroft (Iowa)
Bancroft és una població dels Estats Units a l'estat d'Iowa. Segons el cens del 2000 tenia 808 habitants.

## Demografia
Segons el cens del 2000, Bancroft tenia 808 habitants, 339 habitatges, i 208 famílies. La densitat de població era de 577,7 habitants per km².
Dels 339 habitatges en un 28,6% hi vivien nens de menys de 18 anys, en un 50,7% hi vivien parelles casades, en un 8,6% dones solteres, i en un 38,6% no eren unitats familiars. En el 37,2% dels habitatges hi vivien persones soles el 21,8% de les quals corresponia a persones de 65 anys o més que vivien soles. El nombre mitjà de persones vivint en cada habitatge era de 2,27 i el nombre mitjà de persones que vivien en cada família era de 2,99.
Per edats la població es repartia de la següent manera: un 25,9% tenia menys de 18 anys, un 6,4% entre 18 i 24, un 22,3% entre 25 i 44, un 18,3% de 45 a 60 i un 27,1% 65 anys o més.
L'edat mediana era de 42 anys. Per cada 100 dones de 18 o més anys hi havia 82,6 homes.
La renda mediana per habitatge era de 31.055 $ i la renda mediana per família de 35.625 $. Els homes tenien una renda mediana de 29.688 $ mentre que les dones 18.929 $. La renda per capita de la població era de 15.312 $. Entorn del 9,1% de les famílies i el 12,7% de la població estaven per davall del llindar de pobresa.

## Poblacions més properes
El següent diagrama mostra les poblacions més properes.